# Dominik Klein
Dominik Klein (ur. 16 grudnia 1983 w Miltenbergu) – niemiecki piłkarz ręczny, reprezentant kraju. Obecnie występuje w THW Kiel. Gra na pozycji lewoskrzydłowego. W 2007 roku zdobył złoty medal mistrzostw świata. W kadrze narodowej zadebiutował w 2005 roku. Od 3 lipca 2009 r. jego żoną jest niemiecka szczypiornistka – Isabell Klein, wcześniej Nagel.

## Kluby
- 2002-2003  TV Großwallstadt
- 2003-2005  SG Wallau-Massenheim
- 2005-2006  TV Großwallstadt
- 2006-2016  THW Kiel
- 2016-2018 HBC Nantes

## Sukcesy

### Klubowe

#### Liga Mistrzów
- (2007, 2010)
- (2008, 2009)

#### Mistrzostwa Niemiec
- (2007, 2008, 2014)

#### Puchar DHB
- (2007, 2008)

#### Superpuchar Niemiec
- (2007, 2008)

### Reprezentacyjne

#### Mistrzostwa Świata
- (2007)